# Chartreuse de Lisbonne
Pour les articles homonymes, voir Chartreuse Notre-Dame (homonymie).
Ne doit pas être confondu avec la Chartreuse Notre-Dame-de-Miséricorde de Bordeaux.
La chartreuse Notre-Dame du Val-de-Miséricorde est un ancien monastère de Chartreux situé sur le site de Laveiras, à Caxias au nord-est de la municipalité d'Oeiras, près de l'embouchure du Tage, dans le district de Lisbonne au Portugal. Elle est appelée aussi chartreuse de Laveiras.

## Histoire
Cette chartreuse est fondée en 1594 par Georges d’Altayde ou Jorge de Ataíde, évêque de Vizeu, dans le quartier de Pampulha (pt) à Lisbonne, dans l'actuelle Travessa dos Brunos (38° 42′ 16″ N, 9° 10′ 01″ O). Elle périclite quand Philippe II lui fait attribuer à force de démarches le riche legs de Simone Godinha ou Simoa Godinho, fille d'un des premiers colons de Sao Tomé-et-Principe, mariée au noble D. Luis de Almeida, destiné à une fondation religieuse. Le bref pontifical "Circa Curam" est obtenu de Clément VII en 1597 et, en 1598, la chartreuse est transférée dans le domaine de Laveiras, une ferme au bord de la Ribeira de Barcarena (pt), à 25 km de la capitale, et prend le vocable de Val-de -Miséricorde.
En 1603, la construction de la chartreuse commence pour 12 moines. Entre 1613 et 1621, le couvent est agrandi dans un endroit légèrement à l'ouest de celui existant. L’impulsion est donnée en 1613 par Basile de Faria-Severino, un prieur actif, qui construit le cloître. En 1652, l'évêque et Inquisiteur Général du royaume du Portugal, Francisco de Castro (pt) (1574-†1653), laisse un héritage de 20 000 réaux à la chartreuse de Laveiras dans son testament. Huit cellules sont édifiées grâce à des bienfaiteurs, puis trois autres à la fin du siècle. L'aide du roi du Portugal, Jean V, et d'autres donateurs permettent la construction de l'église, du petit cloître, entouré de cinq chapelles, d'une sacristie, de la salle capitulaire et du réfectoire, ainsi qu'un grand cloître, entouré par les cellules des chartreux. L'église est construite sur le modèle de celle de la chartreuse d'Évora, similaire de l'église Sainte-Cécile-du-Trastevere à Rome.
Sa construction dure jusqu'en 1736. En octobre 1738, le roi Jean V et son épouse Marie-Anne d'Autriche visite la chartreuse avec le prince du Brésil, Joseph, et les infants Pierre et Antoine.
En 1755, le tremblement de terre de Lisbonne endommage l'église reconstruite selon le projet de l'architecte Carlos Mardel (pt). La maison n'est jamais réellement achevée.
Par la loi du 24 octobre 1823, l'Ordre des chartreux est réduit à une seule maison, celle d'Évora. Un inventaire est fait des biens de la chartreuse de Lisbonne mais les religieux restent dans le monastère jusqu'au milieu de 1833.
En 1833, lors de la guerre civile portugaise, le 24 juin, à l’approche de l’armée libérale, la communauté se disperse d’elle-même. Les possessions sont saisies et vendues en vertu de la loi du 30 mai 1834, promulguée par Joaquim António de Aguiar, qui ferme « tous les couvents, monastères, les collèges, les hospices et d'autres maisons des ordres réguliers religieux ». Leurs patrimoine est repris par l'État portugais et intégré dans la Fazenda Nacional (l'échiquier national). Le dernier frère, José Felix, est incorporé dans la communauté du monastère des Chanoines réguliers de saint Augustin de Mafra. Les documents du couvent sont déposés à l'Institut des archives nationales portugaises en 1866.
Le monastère des Chartreux de Laveiras, resté inoccupé, tombe en ruine.

### Aujourd'hui
Le couvent appartient au ministère de la Justice. Depuis 1903, l'ancien couvent abrite le centre éducatif Padre António de Oliveira, premier et principal établissement du réseau national, créé dans le cadre judiciaire de la délinquance juvénile. À partir de 1911, l'Escola Central de Reforma cherche à mettre en service la première section préparatoire pour la formation professionnelle des mineurs; sa pleine réalisation n'est accomplie qu'en 1956. Les pavillons conçus pour l'internat des mineurs sont construits entre 1949 et 1958 par les architectes Raul Rodrigues Lima (pt) et Francisco dos Santos
L'église a des conditions acoustiques exceptionnelles, utilisées pour les enregistrements, notamment par l'éditeur Deutsche Grammophon et pour accueillir les concerts de l'orchestre métropolitain de Lisbonne et de l'orchestre Cascais et Oeiras.
En 2012, on y tourne une partie du film de Bille August, Un train de nuit pour Lisbonne avec Mélanie Laurent

## Personnalités liées à la chartreuse de Lisbonne

### Recteurs
- 1594-1598 : Louis Telm (1548-1598), né à Lérida, docteur in utroque, il prend l’habit à la chartreuse de Scala Dei en 1568, prieur en 1586. À ce titre, il dirige la fondation de la chartreuse d’Évora, où il part recteur en 1587. Sa mauvaise santé lui fait obtenir sa déposition en 1592, mais en 1594 il est envoyé à Lisbonne pour y diriger la nouvelle fondation.

- 1599-1603 : François Monroig (†1605), né à La Seu d'Urgell, gradué in utroque jure de l’université de Lerida, il prend l’habit à Scala Dei en 1567, envoyé à Évora en 1587 comme un des fondateurs, élu prieur de Scala Dei le 18 octobre 1595, il est déposé en janvier 1599, mais nommé par le chapitre général suivant recteur de la nouvelle fondation de Lisbonne. En 1603, il fut à nouveau nommé prieur de Scala Dei et meurt en charge le 6 janvier 1605.

### Prieurs
Le prieur est le supérieur d'une chartreuse, élu par ses comprofès ou désigné par les supérieurs majeurs.
- ?-1621 : Basile de Faria-Severino (1559-†1625), né à Lisbonne de famille noble, il est d’abord chanoine et grand chantre de la Cathédrale d'Évora. Vicaire capitulaire à la mort de l'archevêque Teutonio de Bragance, il refuse l’épiscopat et entre à la chartreuse d’Évora. Il est prieur de Lisbonne, puis d’Évora en 1621.

- ?-1634 : Bernard Gort (†1645), né à Barcelone, fils d’un secrétaire de Philippe II, docteur en droit, il fait profession à la chartreuse de Scala Dei en 1601. En 1605, il est envoyé premier procureur de la nouvelle fondation de Lisbonne. Il en devient prieur, puis à Évora en 1634.

- Après 1758 : Silvério Teixera, inspecteur de la chambre royale à Villa-Rica au Brésil, puis moine[6].

- 1789-1798 : Antoine-Joseph de Castro (pt) (1741-1814), né d’une famille de haute noblesse, il fait profession à la Chartreuse d'Évora et est  ordonné prêtre en 1775. Nommé prieur de Lisbonne en 1789, il devient en 1798 évêque de Porto, puis patriarche de Lisbonne en 1809, et il est régent du royaume pendant l’absence de la reine Marie au Brésil.

### Autres
- Antoine Ferreira (sculpteur) (pt) sculpteur portugais de la période baroque spécialisé dans la production de figures pour les crèches. La chartreuse en possédait une[7].

## Patrimoine foncier
Le monastère possédait des biens à Barcarena (Oeiras), Cascais, Caxias, Colares, Sintra, Fanares (Sintra), Frielas et environs (Loures), Laveiras, Loires, Oeiras, Pampulha, Rue de São Bento à Lisbonne, Salitre, Terrugem, Torres Vedras et Valejas (Oeiras).